# Nonaan
Nonaan is een koolwaterstof uit de groep van de alkanen, met als brutoformule C9H20. De stof komt voor als een kleurloze en licht ontvlambare vloeistof, die onoplosbaar is in water. Van nonaan bestaan er 35 structuurisomeren, maar zij zijn allen in meerdere of mindere mate vertakt.
In tegenstelling tot de meeste andere alkanen is het prefix non- (om aan te duiden dat er 9 koolstofatomen in de structuur aanwezig zijn) niet afgeleid van het Grieks, maar van het Latijn (nonus). De afgeleide alkylgroep van nonaan wordt de nonylgroep genoemd en komt bijvoorbeeld voor in nonylfenol of (onder vertakte vorm) in di-isononylftalaat.